# Liste des phares dans les Îles Vierges britanniques
Voici une liste des phares dans les îles Vierges britanniques,.

## Balises
| Nom                               | Image | Année de construction | Coordonnées                                    | Classe de lumière | Hauteur focale | Référence NGA | Référence Amirauté | Portée        |
| --------------------------------- | ----- | --------------------- | ---------------------------------------------- | ----------------- | -------------- | ------------- | ------------------ | ------------- |
| Anegada West End Light beacon     |       | N/A                   | Anegada 18° 44′ 28,6″ N, 64° 24′ 57,1″ O       | Fl W 10s.         | 6 m            | 14702         | J5632.5            | 10 NM (19 km) |
| Bellamy Cay Light beacon          |       | N/A                   | Bellamy Cay 18° 26′ 53,4″ N, 64° 31′ 57,5″ O   | F W               | N/A            | 14699         | J5636.5            | N/A           |
| Ginger Island Light beacon        |       | N/A                   | Ginger Island 18° 23′ 34,1″ N, 64° 28′ 14,7″ O | Fl W 5s.          | 4 m            | 14704         | J5637              | 14 NM (26 km) |
| Pajaros Point Light beacon        |       | N/A                   | Virgin Gorda 18° 30′ 13,1″ N, 64° 19′ 17,7″ O  | Fl (3) W 15s.     | N/A            | 14700         | J5637              | 16 NM (30 km) |
| Roadtown Range Front Light beacon |       | 1900s. est.           | Road Town 18° 25′ 07,6″ N, 64° 37′ 04,5″ O     | F R               | 2 m            | 14696         | J5635              | 3 NM (6 km)   |
| Salt Island Light beacon          |       | N/A                   | Salt Island 18° 22′ 18,4″ N, 64° 32′ 03,4″ O   | Fl W 10s.         | N/A            | 14708         | J5636              | 14 NM (26 km) |